# Spodiopogon depauperatus
Spodiopogon depauperatus är en gräsart som beskrevs av Eduard Hackel. Spodiopogon depauperatus ingår i släktet Spodiopogon och familjen gräs. Inga underarter finns listade i Catalogue of Life.